# Малі Пани
Малі Пани (рос. Малые Паны) — присілок в Росії у складі Ардатовського району Нижньогородської області. Входить до складу Хрипуновської сільської ради.

## Населення
| 2002 | 2010 |
| ---- | ---- |
| 3    | ↘0   |